# Mødrehjælpen
Mødrehjælpen er en privat dansk humanitær organisation, der støtter og styrker sårbare børnefamilier og gravide gennem rådgivning og frivillige aktiviteter i lokalforeninger. De arbejder også politisk for at sikre bedre vilkår for børnefamilier og gravide.
Mødrehjælpen blev stiftet i 1924 som en sammenslutning af de eksisterende Foreningen for ulykkeligt stillede Mødre (oprettet 1905) og Foreningen for enligtstillede nødlidende Kvinder med Børn (fra 1906). Organisationen lå i København, men fik siden afdelinger i Odense og Aarhus. Fra 1939 indgik Mødrehjælpen i det offentlige socialsystem, som den fik afgørende indflydelse på; bl.a. idet Mødrehjælpens leder, Vera Skalts, i 1937 var med til at oprette og ledede Den Sociale Skole, som uddannede socialrådgivere.
Den fik en ny stor bygning på Strandboulevarden i 1955 (tegnet af Kay Fisker), men da Bistandsloven blev vedtaget i 1976, blev organisationen anset for overflødig og derfor nedlagt og bygningen solgt.
Men behovet for hjælp til udsatte enlige mødre og børnefamilier motiverede i 1983 tidligere medarbejdere til en genoprettelse af Mødrehjælpen, der fik socialrådgiver Hanne Reintoft som leder. Mødrehjælpen af 1983 blev stiftet den 16. juni dette år som en selvejende institution.
Mødrehjælpen tilbyder gratis rådgivning og støtte ud fra princippet om hjælp til selvhjælp. Organisationen yder en særlig støtte til familier med familiære, økonomiske, uddannelses- eller beskæftigelsesmæssige, sociale eller personlige vanskeligheder.
Mødrehjælpen har i dag rådgivningshuse i Aalborg, Aarhus, Odense, Fredericia og København. Derudover driver organisationen en række genbrugsbutikker. Dronning Mary af Danmark er protektor for organisationen.